# シカゴ P.D.
『シカゴ P.D.』（原題：Chicago P.D.）は、アメリカ合衆国のテレビドラマシリーズ。ディック・ウルフとマット・オルムステッド製作の刑事ドラマで、『シカゴ・ファイア』の最初のスピンオフ作品。2020年2月27日に、放送局のNBCからシーズン10までの3シーズン分の更新が発表された。アメリカではNBCにて2020年11月11日よりシーズン8が放送されている。日本ではAXNにて2021年5月14日からシーズン7が放送開始。また、NBCユニバーサル・エンターテイメントジャパンよりシーズン6のDVD-BOXが2021年4月9日に発売された。米NBCは、2023年4月『シカゴ P.D.』がシーズン11の製作が決定したと発表した。

## 解説
正義の為には手段を選ばないハンク・ボイト率いるシカゴ市警察21分署の特捜班が、シカゴの街に蔓延る犯罪と戦う姿を描いたテレビドラマ。

## 登場人物

### メイン
ハンク・ボイト
演 - ジェイソン・ベギー、日本語吹替 - 藤沼建人
出演：シーズン1第1話 -
シカゴ警察21分署の刑事で階級は巡査部長。特捜班のリーダー。
目的のためなら手段を選ばないやり方で強引な捜査も厭わない。
汚職を探る任務を上層部に与えられているが、あくまで自分のやり方で動いている。
息子の飲酒運転の人身事故による刑務所入りを避けようと暴走して服役していた過去がある。
アントニオ・ドーソン
演 - ジョン・セダ、日本語吹替 - 辻井健吾 / 藤沼建人（シーズン1 AXN放送時のみ）
出演：警察時代 シーズン1第1話 - シーズン4第8話 、検察時代 シーズン4第14話 - 第16話 、警察復帰後 シーズン5第1話 - シーズン6第22話
特捜班の刑事で元・風紀課の刑事。
ボイトを逮捕した刑事で、ボイトに腕を見込まれてスカウトされて特捜班入りをした。
シカゴ消防局51分署に妹のガブリエラがおり、妻と息子と娘が一人ずついる。
エリン・リンジー
演 - ソフィア・ブッシュ、日本語吹替 - 土井真理
出演：シーズン1第1話 - シーズン4第23話
特捜班の唯一の女性刑事でボイトの右腕。
ボイトの情報提供者で薬物中毒者だったが、ボイトに引き取られて更生している。
その為、過去の友人からは刑事になった事を驚かれる。
ボイトの息子のジャスティンとは姉弟同然に育った。
問題行動の多かった学生時代の友人とは距離を置いている。
ボイトに救われた経験から、自身も薬物中毒に苦しむ女性ナディアを救おうとする。
ジェイ・ハルステッド
演 - ジェシー・リー・ソファー、日本語吹替 - 宮本淳
出演：シーズン1第1話 - シーズン10（予定）
特捜班の刑事でリンジーの相棒。
元軍人で所属は第75レンジャー連隊。
特捜班に入る前、潜入捜査を行っていた時にガブリエラ・ドーソンと交際していた。
シカゴ医療センターに兄のウィルがいるが、長らく疎遠だった。
アダム・ルゼック
演 - パトリック・ジョン・フリューガー、日本語吹替 - 横田大輔
出演：シーズン1第1話 -
オリンスキーが警察学校から引き抜いた特捜班の新人刑事。
特捜班に入ってすぐに失態を演じてしまうなど未熟な面が目立つ。
また、地道な捜査を嫌うなど態度も悪く、相棒のオリンスキーからはたびたび叱責されている。
婚約者がいるが、自分の仕事については隠している。
父親が26分署の警官をやっておりボイトやオリンスキーとは仕事仲間だった。
キム・バージェス
演 - マリーナ・スコーシアーティ、日本語吹替 - 濱口綾乃
出演：シーズン1第1話 -
シカゴ警察21分署のパトロール警官。
子供が犠牲になった事件に対しては特に感情的になる。
野心家で将来は特捜班入りを希望しており、その機会もあったが職場恋愛を理由に見送られた。
上司のプラットのいびりの対象だが、されるがままではなく反発して仕返しする事も多い。
ケビン・アトウォーター
演 - ラロイス・ホーキンズ、日本語吹替 - 松田修平
出演：シーズン1第1話 -
シカゴ警察21分署の黒人パトロール警官。
バージェスの相棒で相棒想い。また、お金にうるさい性格であったが、幼い弟と妹の世話の為であった。
上司のプラットと相棒のバージェスの板挟みになる事も少なくない。
サムナーが特捜班を首になり欠員が出た際に特捜班入りが決まる。
シェルドン・ジン
演 - アーチー・カオ、日本語吹替 - 藤翔平
出演：シーズン1第1話 - 第15話
シカゴ警察21分署の刑事。技術面での支援を仕事としており専門知識の必要な現場で協力する。
シーズン1の最終話で何者かに殺害される。
アルビン・オリンスキー
演 - イライアス・コティーズ、日本語吹替 - あべそういち
出演：シーズン1第1話 - シーズン5第22話
特捜班のベテラン刑事。張り込みや狙撃を得意としている。
ボイトとの付き合いが長く、ボイトのやり方に理解がある。
娘を深く愛しているが、その気持ちから暴走する事も少なくない。
トルーディ・プラット
演 - エイミー・モートン、日本語吹替 - 西村野歩子
出演：シーズン1第1話 -
シカゴ警察21分署のデスクワーク担当。階級は巡査部長。
パトロール警官時代に尻を撃たれて以降、内勤に回されている。
部下のバージェスを私用の雑用に使っており、反発されてしっぺ返しを食らう事もある。
周りに流されないボイトを強く信頼している。
ショーン・ローマン
演 - ブライアン・ジェラティ、日本語吹替 - 三瓶雄樹
出演：シーズン2第1話 - シーズン3第23話、シーズン7第15話
シカゴ警察31分署から21分署にやってきたパトロール警官。バージェスの相棒。
シーズン3にて、パトカーにいた所を銃撃され、その後遺症で現場に残れなくなり退職する。
ヘイリー・アプトン
演 - トレイシー・スピリダコス、日本語吹替 - 寺依沙織
出演：シーズン4第21話 -
強盗殺人課から特捜班にやってきた刑事。子どもの頃に事件に巻き込まれ、助けてくれた警官に憧れて警官となった。
最初はボイトと衝突するが、信頼を得ていく。
バネッサ・ロハス
演 - リセス・チャベス、日本語吹替 - 織部ゆかり
出演：シーズン7第2話 -
特捜班に加入した警察官。
以前、身分秘匿捜査をする班に所属していた。
ダンテ・トレス
演 - ベンハミン・レビ・アギラル、日本語吹替 - 深町寿成
出演：シーズン9 -

### 準レギュラー・ゲスト
ジュリー・“ジュールズ”・ウィルハイト
演 - メリッサ・サージミラー、日本語吹替 - 西村野歩子
出演：シーズン1第1話
特捜班の女性刑事でアントニオの相棒。
特捜班にいるもう一人の女性刑事のリンジーとは仲がいい。
私生活では医者の夫と2人の子供がいる。
第1話で捜査中に殉職する。
ナディア・デコティス
演 - ステラ・メイヴ、日本語吹替 - 高宮彩織
出演：シーズン1第4話 - シーズン2第20話
エスコートをやっている薬物中毒者の女性で、リンジーが更生に協力する。
シーズン2からは電話番として特捜班の補佐をしながら警察官を目指す。
しかし、シリアルキラーのグレッグ・イェーツに拉致されてしまいレイプされた後に殺害されてしまう。
最後に生存していたエピソードは『LAW & ORDER:性犯罪特捜班』シーズン16第20話。
ミア・サムナー
演 - シドニー・ターミア・ポワチエ、日本語吹替 - 山咲しづ香
出演：シーズン1第8話 - 第14話
特捜班に新たに加入した刑事。
当初は、スパイだと疑うボイトから捜査から外されていたが、捜査への動向を許された。
しかし、内務調査部のスティルウェルと連絡を取っていた事が明らかになり特捜班を追い出される。
クレイグ・“マウス”・ガーウィッツ
演 - サミュエル・ケイレブ・ハント、日本語吹替 - 青木崇
出演：シーズン1第15話 - シーズン4第5話
ジンの後任。技術面で特捜班に協力する専門家。
元軍人でジェイと同じ部隊に所属していた。
ロン・ペリー
演 - ロバート・ウィズダム、日本語吹替 - 蓮岳大
出演：シーズン1第1話 - シーズン2第23話
シカゴ警察21分署の署長。階級はCommander。
ボイトの腕を評価しているが、問題行動が多いために常に釘を刺している。
引退後、ボイトに刑事の甥を汚職警官率いる課から引き離してほしいと依頼してくるが、甥を狙った犯人の報復で射殺されてしまう。
フィッシャー
演 - ケヴィン・J・オコナー、日本語吹替 - 臼木健士朗
出演：シーズン2第4話 - シーズン3第4話
ペリーの後任となるシカゴ警察21分署の署長。階級はCommander。
エマ・クロウリー
演 - バーバラ・イヴ・ハリス
出演：シーズン3第5話 - シーズン4第13話
フィッシャーの後任となるシカゴ警察21分署の署長。階級はCommander。
ルーゴ
演 - イーサイ・モラレス、日本語吹替 - 中島智彦
出演：シーズン4第16話 - シーズン5第1話
シーズン4から登場するシカゴ警察21分署の署長。日本語版では部長と呼ばれている。
キャサリン・ブレナン
演 - アン・ヘッシュ、日本語吹替 - かつやままさみ
出演：シーズン6第1話 - シーズン7第1話
シカゴ警察の副本部長。
署長のケルトンに弱みを握られており、彼の罪を被る形で辞任した。
シーズン6の最終話で起きたケルトン殺害事件の犯人で、シーズン7第1話で逮捕される。
ブライアン・ケルトン
演 - ジョン・C・マッギンリー
出演：シーズン6第11話 - シーズン6第22話
シカゴ警察の署長で、市長選に立候補している。
過去に、自身のキャリアの為に連続殺人を隠ぺいして殺人犯を野放しにしていた。
シーズン6の最終話でシカゴの市長に選ばれるが、その数時間後に自宅で殺害される。
ジュリー・テイ
演 - リー・ジュン・リー
出演：シーズン4第1話 - 第5話
ローマンに代わりバージェスの相棒となるパトロール警官。
2年前に24分署に所属していたが、署長のフォーゲルにセクハラされた後に裁判所の巡回へと左遷される。
それを知ったプラットが21分署に招き入れるが、フォーゲルの圧力で21分署を離れる事になる。
マイク・ソレンセン
演 - ケヴィン・ケイン
出演：シーズン4第6話 - 第8話
21分署を去ったテイに代わるバージェスの相棒。
平気で規則違反をする性格でバージェスとは気が合わない。
シーズン4第8話で起きた警官を狙った連続殺人事件が原因で辞職して21分署を去る。
ケニー・リクストン
演 - ニック・ウェクスラー
出演：シーズン4第10話 - シーズン4第15話
ギャング対策課から特捜班に異動してきた刑事。
潜入捜査で不在のルゼックの一時的な代役。
デニー・ウッズ
演 - ミケルティ・ウィリアムソン、日本語吹替 - 長野伸二
出演：シーズン4第20話 - シーズン5第22話
シカゴ警察の一員で階級は警部補。ボイトのかつての同僚。
シーズン4で、17年前に起こした冤罪事件をボイトに暴かれた。
シーズン5では、シカゴ警察の監査官としてボイトを追い詰めていく。
ジャスティン・ボイト
演 - ジョシュ・セガーラ、日本語吹替 - 佐々木拓真
出演：シーズン1第3話 - シーズン3第23話
ボイトの息子。
問題行動を繰り返しており、『シカゴ・ファイア』では飲酒運転での人身事故を起こしている。
第7話にて自身じゃ救えないと判断したボイトにより陸軍へと入隊させられる。
シーズン2では、交際していたオリーブ・モーガンがジャスティンの子供を妊娠している事が明らかになる。
シーズン3では、知り合いを助けようとして事件に巻き込まれ殺害されてしまい、ボイトの暴走を招く事になる。
アルダーマン・レイ・プライス
演 - ウェンデル・ピアース、日本語吹替 - 井川秀栄
出演：シーズン5 -
シカゴ市の大物市議会議員。
ボイトやシカゴ警察に対しては中立でいるような態度を取ると同時に、肩入れもする、掴みどころのない人物。
ジェイソン・クロフォード
演 - ポール・アデルスタイン
出演：シーズン7第1話 - 第12話
シカゴ警察本部長代理。ケルトンの後任としてボイトの上司となり24分署に指示を出す。
ダリウス・ウォーカー
演 - マイケル・ビーチ
出演：シーズン7第2話 - 第10話
麻薬売人組織の元締。アフリカ系アメリカ人コミュニティにも関わりを持つ。
サマンサ・“サム”・ミラー
演 - ニコール・アリ・パーカー、日本語吹替 - 天野真実
出演：シーズン8 - シーズン9
パトリック・オニール
演 - マイケル・ガストン
出演：シーズン10第1話 -
シーズン10より登場する24分署の署長。演者のマイケル・ガストンはシーズン1に別役でゲスト出演している。

### 消防
マシュー・ケイシー
演 - ジェシー・スペンサー
出演：シーズン1第12話 -
シカゴ消防局51分署、はしご第81小隊の小隊長。
ボイトが息子の飲酒運転を取り消させるために脅した過去がある。
ケリー・セブライド
演 - テイラー・キニー、日本語吹替 - 阪口周平
出演：シーズン1第3話 -
シカゴ消防局51分署、救助/レスキュー第3小隊の小隊長。
リンジーと交際するが、後に破局する。
ガブリエラ・ドーソン
演 - モニカ・レイマンド
出演：シーズン1第1話 - シーズン5第16話
シカゴ消防局51分署、救急第61隊の隊員でアントニオ・ドーソンの妹。
バー・モリーズの共同経営者。
クリストファー・ハーマン
演 - デビッド・エイゲンバーグ
出演：シーズン1第1話 -
シカゴ消防局51分署、はしご第81小隊の隊員(後にポンプ第51小隊の小隊長)。
バー・モリーズの共同経営者。
ブライアン・“オーチス”・ズヴァナチェック
演 - ユーリ・サルダロボ
出演：シーズン1第1話 -
シカゴ消防局51分署、はしご第81小隊の隊員。
バー・モリーズの共同経営者。
キリル文字が読める事から特捜班に協力した事がある。
ランディ・“マウチ”・マクホランド
演 - クリスチャン・シュトルテ
出演：シーズン1第1話 -
シカゴ消防局51分署、はしご第81小隊の隊員。
トルーディの恋人。
ウォレス・ボーデン
演 - イーモン・ウォーカー、日本語吹替 - 野川雅史
出演：シーズン1第12話 -
シカゴ消防局51分署の大隊長。

### 病院
ウィル・ハルステッド
演 - ニック・ゲールフース
出演：シーズン2第17話 -
ジェイ・ハルステッドの兄でシカゴ医療センターの医者。
ジェイとは長らく疎遠関係にあった。
イーサン・チョイ
演 - ブライアン・ティー
出演：シーズン3第11話 -
シカゴ医療センターの感染症の専門医で、救急救命室のチーフレジデント。
海軍予備員の軍医でアメリカに最近帰国した。
シャロン・グッドウィン
演 - S・エパサ・マーカーソン
出演：シーズン3第16話 -
シカゴ医療センターの院長。
ダニエル・チャールズ
演 - オリヴァー・プラット
出演：シーズン3第3話 -
シカゴ医療センターの精神科の主任。
3度の結婚、離婚経験がある。

### 検察
ピーター・ストーン
演 - フィリップ・ウィンチェスター
出演：シーズン3第21話 - シーズン4第16話
検事補で『シカゴ・ジャスティス』の主役。
ボイトが服役する事になった裁判の検事で因縁がある。
アントニオを検事局の捜査官のリーダーとして勧誘して迎え入れた。
父親は『ロー&オーダー』に登場したベンジャミン・ストーン。
アンナ・バルデス
演 - モニカ・バルバロ
出演：シーズン4第7話 - シーズン5第9話
検事補。
ローラ・ネイゲル
演 - ジョエル・カーター
出演：シーズン3第21話
検事局の捜査官。
『シカゴ・ジャスティス』でのアントニオ・ドーソンの相棒。

### 『LAW & ORDER:性犯罪特捜班』の登場人物
アマンダ・ロリンズ
演 - ケリー・ギディッシュ、日本語吹替 - 長尾歩
出演：シーズン1第6話 -
ニューヨーク市警、性犯罪特捜班の刑事。
オダフィン・“フィン”・チュチュオーラ
演 - アイス-T
出演：シーズン1第6話 -
ニューヨーク市警、性犯罪特捜班の刑事。
ニック・アマーロ
演 - ダニー・ピノ
出演：シーズン2第7話 - 第20話
ニューヨーク市警、性犯罪特捜班の刑事。
オリビア・ベンソン
演 - マリスカ・ハージティ
出演：シーズン2第7話 -
ニューヨーク市警、性犯罪特捜班の刑事でリーダー。階級は巡査部長で、後に警部補に昇格。
やり方の違いからボイトと衝突する事もあるが確かな信頼関係を築いている。
ドミニク・“ソニー”・カリシ・Jr.
演 - ピーター・スカナヴィーノ
出演：シーズン2第20話 -
ニューヨーク市警、性犯罪特捜班の刑事。

## シカゴ・シリーズの作品一覧
| 作品名               | 放送年度     | 放送シーズン | 放送シーズン | 放送シーズン | 放送シーズン | 放送シーズン | 放送シーズン | 放送シーズン | 放送シーズン | 放送シーズン | 放送シーズン | 放送シーズン |
| 作品名               | 放送年度     | 2012 – 13    | 2013 – 14    | 2014 – 15    | 2015 – 16    | 2016 – 17    | 2017 – 18    | 2018 – 19    | 2019 – 20    | 2020 – 21    | 2021 – 22    | 2022 – 23    |
| -------------------- | ------------ | ------------ | ------------ | ------------ | ------------ | ------------ | ------------ | ------------ | ------------ | ------------ | ------------ | ------------ |
| シカゴ・ファイア     | 2012–present | 1            | 2            | 3            | 4            | 5            | 6            | 7            | 8            | 9            | 10           | 11           |
| シカゴ P.D.          | 2014–present | Pilot        | 1            | 2            | 3            | 4            | 5            | 6            | 7            | 8            | 9            | 10           |
| シカゴ・メッド       | 2015–present |              |              | Pilot        | 1            | 2            | 3            | 4            | 5            | 6            | 7            | 8            |
| シカゴ・ジャスティス | 2017         |              |              |              | Pilot        | 1            |              |              |              |              |              |              |

## シカゴ・シリーズのクロスオーバー
シカゴ・シリーズでは2020年2月26日までに計14回のクロスオーバー・エピソードが製作・放送されている。その内の12回に『シカゴ・ファイア』が含まれており、全14回に『シカゴP.D.』が含まれている。また、同じプロデューサーのディック・ウルフが製作する刑事ドラマ『LAW & ORDER:性犯罪特捜班』とのクロスオーバー・エピソードが4回作られている。
以下、クロスオーバー・エピソードを時系列順で表記。
| シリーズA                                                                         | シリーズB                                                                             | シリーズC                                                                        | 放送シーズン | 放送日                        |
| --------------------------------------------------------------------------------- | ------------------------------------------------------------------------------------- | -------------------------------------------------------------------------------- | ------------ | ----------------------------- |
| LAW & ORDER:性犯罪特捜班 シーズン15第15話 身勝手なコメディアン "Comic Perversion" | シカゴ P.D. シーズン1第6話 支配と従属 "Conventions"                                   | N/A                                                                              | 2013-2014    | 2014年2月26日                 |
| シカゴ・ファイア シーズン2第20話 暗黒の一日 "A Dark Day"                          | シカゴ P.D. シーズン1第12話 午後8時30分 "8:30 PM"                                     | N/A                                                                              | 2013-2014    | 2014年4月29日 2014年4月30日   |
| シカゴ・ファイア シーズン3第7話 ベガスの土産 "Nobody Touches Anything"            | LAW & ORDER:性犯罪特捜班 シーズン16第7話 巨大児童ポルノ組織を追え "Chicago Crossover" | シカゴ P.D. シーズン2第7話 弄ばれた魂 "They'll Have to Go Through Me"            | 2014-2015    | 2014年11月11日 2014年11月12日 |
| シカゴ・ファイア シーズン3第13話 弔いの鐘 "Three Bells"                           | シカゴ P.D. シーズン2第13話 神のあやまち "A Little Devil Complex"                     | N/A                                                                              | 2014-2015    | 2015年2月3日 2015年2月4日     |
| シカゴ・ファイア シーズン3第21話 変わりゆく仲間たち "We Called Her Jellybean"     | シカゴ P.D. シーズン2第20話 手術着の男 "The Number of Rats"                           | LAW & ORDER:性犯罪特捜班 シーズン16第20話 シカゴ市警との連携 "Daydream Believer" | 2014-2015    | 2015年4月28日 2015年4月29日   |
| シカゴ・ファイア シーズン4第10話 51分署の悲劇 "The Beating Heart"                 | シカゴ・メッド シーズン1第5話 悪意 "Malignant"                                        | シカゴ P.D. シーズン3第10話 証言 "Now I'm God"                                   | 2015-2016    | 2016年1月5日 2016年1月6日     |
| LAW & ORDER:性犯罪特捜班 シーズン17第14話 脱走犯2人 "Nationwide Manhunt"          | シカゴ P.D. シーズン3第14話 殺人鬼イエーツの歌 "The Song of Gregory William Yates"    | N/A                                                                              | 2015-2016    | 2016年2月10日                 |
| シカゴ・ファイア シーズン5第9話 人生の分かれ道 "Some Make It, Some Don't"         | シカゴ P.D. シーズン4第9話 空白の記憶 "Don't Bury This Case"                          | N/A                                                                              | 2016-2017    | 2017年1月3日                  |
| シカゴ・ファイア シーズン5第15話 悪夢の夜 "Deathtrap"                             | シカゴ P.D. シーズン4第16話 終わらない悪夢 "Emotional Proximity"                      | シカゴ・ジャスティス シーズン1第1話 "Fake"                                       | 2016-2017    | 2017年3月1日                  |
| シカゴ P.D. シーズン5第16話 炎上 "Profiles"                                       | シカゴ・ファイア シーズン6第13話 復讐の行方 "Hiding Not Seeking"                      | N/A                                                                              | 2017-2018    | 2018年3月7日 2018年3月8日     |
| シカゴ・ファイア シーズン7第2話 20階の猛火 "Going to War"                         | シカゴ・メッド シーズン4第2話 "When to Let Go"                                        | シカゴ P.D. シーズン6第2話 悔恨 "Endings"                                        | 2018-2019    | 2018年10月3日                 |
| シカゴ・ファイア シーズン7第15話 疑惑の分署 "What I Saw"                          | シカゴ P.D. シーズン6第15話 自由への鍵 "Good Men"                                     | N/A                                                                              | 2018-2019    | 2019年2月20日                 |
| シカゴ・ファイア シーズン8第4話 "Infection, Part I"                               | シカゴ・メッド シーズン5第4話 "Infection, Part II"                                    | シカゴ P.D. シーズン7第4話 "Infection, Part III"                                 | 2019-2020    | 2019年10月16日                |
| シカゴ・ファイア シーズン8第15話 "Off The Grid"                                   | シカゴ P.D. シーズン7第15話 "Burden of Truth"                                         | N/A                                                                              | 2019-2020    | 2020年2月26日                 |

## シカゴ・シリーズのバックドア・パイロット
シカゴ・シリーズのスピンオフ作品では、通常とは異なりスピンオフ元となるオリジナル作品内でパイロット版が製作されている。
『シカゴ P.D.』『シカゴ・メッド』のパイロット版は『シカゴ・ファイア』のエピソード内、
『シカゴ・ジャスティス』のパイロット版は『シカゴ P.D.』のエピソード内である。以下はその一覧。
| オリジナル作品   | エピソード                                         | スピンオフ作品       | 放送シーズン |
| ---------------- | -------------------------------------------------- | -------------------- | ------------ |
| シカゴ・ファイア | シーズン1第23話 別れの時 "Let Her Go"              | シカゴ P.D.          | 2012-2013    |
| シカゴ・ファイア | シーズン3第19話 見えない恐怖 "I Am The Apocalypse" | シカゴ・メッド       | 2014-2015    |
| シカゴ P.D.      | シーズン3第21話 正義(ジャスティス) "Justice"       | シカゴ・ジャスティス | 2015-2016    |

## エピソード

### シーズン1（2013-2014）
| 通算   | 話数   | タイトル（邦題）   | 原題                    | 米国初放送日   | 日本初放送日   |
| ------ | ------ | ------------------ | ----------------------- | -------------- | -------------- |
| 第01話 | 第01話 | 境界線             | Stepping Stone          | 2014年01月08日 | 2017年02月03日 |
| 第02話 | 第02話 | 奪還               | Wrong Side of the Bars  | 2014年01月15日 | 2017年02月10日 |
| 第03話 | 第03話 | 守るべきもの       | Chin Check              | 2014年01月22日 | 2017年02月17日 |
| 第04話 | 第04話 | 確執               | Now Is Always Temporary | 2014年01月29日 | 2017年02月24日 |
| 第05話 | 第05話 | 無知の代償         | Thirty Balloons         | 2014年02月05日 | 2017年03月03日 |
| 第06話 | 第06話 | 支配と従属         | Conventions             | 2014年02月26日 | 2017年03月10日 |
| 第07話 | 第07話 | 進むべき道         | The Price We Pay        | 2014年03月05日 | 2017年03月17日 |
| 第08話 | 第08話 | チャイナタウンの闇 | Different Mistakes      | 2014年03月12日 | 2017年03月24日 |
| 第09話 | 第09話 | 重要参考人         | A Material Witness      | 2014年03月19日 | 2017年03月31日 |
| 第10話 | 第10話 | 衝動               | At Least It's Justice   | 2014年04月02日 | 2017年04月07日 |
| 第11話 | 第11話 | 消えた800万ドル    | Turn the Light Off      | 2014年04月09日 | 2017年04月14日 |
| 第12話 | 第12話 | 午後8時30分        | 8:30 PM                 | 2014年04月30日 | 2017年04月20日 |
| 第13話 | 第13話 | マイ・ウェイ       | My Way                  | 2014年05月07日 | 2017年04月28日 |
| 第14話 | 第14話 | 私刑               | The Docks               | 2014年05月14日 | 2017年05月05日 |
| 第15話 | 第15話 | 過去の傷           | A Beautiful Friendship  | 2014年05月21日 | 2017年05月12日 |

### シーズン2（2014-2015）
| 通算   | 話数   | タイトル（邦題） | 原題                           | 米国初放送日   | 日本初放送日   |
| ------ | ------ | ---------------- | ------------------------------ | -------------- | -------------- |
| 第16話 | 第01話 | 取引             | Call It Macaroni               | 2014年09月24日 | 2017年05月19日 |
| 第17話 | 第02話 | 旧友             | Get My Cigarettes              | 2014年10月01日 | 2017年05月26日 |
| 第18話 | 第03話 | 命をかけて       | The Weigh Station              | 2014年10月08日 | 2017年06月02日 |
| 第19話 | 第04話 | 父と娘           | Chicken, Dynamite, Chainsaw    | 2014年10月15日 | 2017年06月09日 |
| 第20話 | 第05話 | けじめ           | An Honest Woman                | 2014年10月22日 | 2017年06月16日 |
| 第21話 | 第06話 | 潜入             | Prison Ball                    | 2014年11月05日 | 2017年06月23日 |
| 第22話 | 第07話 | 弄ばれた魂       | They'll Have to Go Through Me  | 2014年11月12日 | 2017年06月30日 |
| 第23話 | 第08話 | ダイヤの行方     | Assignment of the Year         | 2014年11月19日 | 2017年07月07日 |
| 第24話 | 第09話 | 相棒             | Called in Dead                 | 2014年12月10日 | 2017年07月14日 |
| 第25話 | 第10話 | ゆがむ心         | Shouldn't Have Been Alone      | 2015年01月07日 | 2017年07月21日 |
| 第26話 | 第11話 | 合同捜査         | We Don't Work Together Anymore | 2015年01月14日 | 2017年07月28日 |
| 第27話 | 第12話 | 父の務め         | Disco Bob                      | 2015年01月21日 | 2017年08月04日 |
| 第28話 | 第13話 | 神のあやまち     | A Little Devil Comple          | 2015年02月04日 | 2017年08月10日 |
| 第29話 | 第14話 | エリンの母       | Erin's Mom                     | 2015年02月11日 | 2017年08月18日 |
| 第30話 | 第15話 | 倉庫の中で       | What Do You Do                 | 2015年02月18日 | 2017年08月25日 |
| 第31話 | 第16話 | 裏切り           | What Puts You On That Ledge    | 2015年02月25日 | 2017年09月01日 |
| 第32話 | 第17話 | 本当の名前       | Say Her Real Name              | 2015年03月25日 | 2017年09月15日 |
| 第33話 | 第18話 | 信頼             | Get Back to Even               | 2015年04月01日 | 2017年09月22日 |
| 第34話 | 第19話 | 6人の犠牲者      | The Three Gs                   | 2015年04月08日 | 2017年09月29日 |
| 第35話 | 第20話 | 手術着の男       | The Number of Rats             | 2015年04月29日 | 2017年10月06日 |
| 第36話 | 第21話 | 追悼             | There's My Girl                | 2015年05月06日 | 2017年10月13日 |
| 第37話 | 第22話 | 苦悩             | Push The Pain Away             | 2015年05月13日 | 2017年10月20日 |
| 第38話 | 第23話 | 厄病神           | Born Into Bad News             | 2015年05月20日 | 2017年10月27日 |

### シーズン3（2015-2016）
| 通算   | 話数   | タイトル（邦題）   | 原題                                       | 米国初放送日   | 日本初放送日   |
| ------ | ------ | ------------------ | ------------------------------------------ | -------------- | -------------- |
| 第39話 | 第01話 | 拉致               | Life is Fluid                              | 2015年09月30日 | 2017年11月03日 |
| 第40話 | 第02話 | 報復               | Natural Born Storyteller                   | 2015年10月07日 | 2017年11月10日 |
| 第41話 | 第03話 | 籠城               | Actual Physical Violence                   | 2015年10月14日 | 2017年11月17日 |
| 第42話 | 第04話 | 過去の償い         | Debts of the Past                          | 2015年10月21日 | 2017年11月24日 |
| 第43話 | 第05話 | 落度               | Climbing Into Bed                          | 2015年10月28日 | 2017年12月01日 |
| 第44話 | 第06話 | 謎の男             | You Never Know Who's Who                   | 2015年10月28日 | 2017年12月08日 |
| 第45話 | 第07話 | 残されたノート     | A Dead Kid, a Notebook and a Lot of Maybes | 2015年11月04日 | 2017年12月15日 |
| 第46話 | 第08話 | 取引情報           | Forget My Name                             | 2015年11月11日 | 2017年12月22日 |
| 第47話 | 第09話 | 身代わり           | Never Forget I Love You                    | 2015年11月18日 | 2017年12月29日 |
| 第48話 | 第10話 | 証言               | Now I'm God                                | 2016年01月06日 | 2018年01月02日 |
| 第49話 | 第11話 | 傷ついた家族       | Knocked The Family Right Out               | 2016年01月13日 | 2018年01月19日 |
| 第50話 | 第12話 | 借り               | Looking Out For Stateville                 | 2016年01月20日 | 2018年01月26日 |
| 第51話 | 第13話 | 説得               | Hit Me                                     | 2016年02月03日 | 2018年02月02日 |
| 第52話 | 第14話 | 殺人鬼イエーツの歌 | The Song of Gregory Williams Yates         | 2016年02月10日 | 2018年02月25日 |
| 第53話 | 第15話 | 孤独の罠           | A Night Owl                                | 2016年02月17日 | 2018年02月09日 |
| 第54話 | 第16話 | 幼い犠牲者         | The Cases that Need to be Solved           | 2016年02月24日 | 2018年02月16日 |
| 第55話 | 第17話 | 現金強奪           | Forty-Caliber Bread Crumb                  | 2016年03月02日 | 2018年02月23日 |
| 第56話 | 第18話 | 逃げ場所           | Kasual with a K                            | 2016年03月23日 | 2018年03月02日 |
| 第57話 | 第19話 | 逃げ出した女       | If We Were Normal                          | 2016年03月30日 | 2018年03月09日 |
| 第58話 | 第20話 | バッグの中身       | In A Duffel Bag                            | 2016年05月04日 | 2018年03月16日 |
| 第59話 | 第21話 | 正義(ジャスティス) | Justice                                    | 2016年05月11日 | 2018年03月23日 |
| 第60話 | 第22話 | 記憶の奥に         | She's Got Us                               | 2016年05月18日 | 2018年03月30日 |
| 第61話 | 第23話 | 墓穴               | Start Digging                              | 2016年05月25日 | 2018年04月06日 |

### シーズン4（2016-2017）
| 通算   | 話数   | タイトル（邦題） | 原題                                 | 米国初放送日   | 日本初放送日   |
| ------ | ------ | ---------------- | ------------------------------------ | -------------- | -------------- |
| 第62話 | 第01話 | サイロ           | The Silos                            | 2016年09月21日 | 2018年04月20日 |
| 第63話 | 第02話 | 愚行の果て       | Made a Wrong Turn                    | 2016年09月28日 | 2018年04月27日 |
| 第64話 | 第03話 | 襲撃             | All Cylinders Firing                 | 2016年10月05日 | 2018年05月04日 |
| 第65話 | 第04話 | 報復の応酬       | Big Friends, Big Enemies             | 2016年10月12日 | 2018年05月11日 |
| 第66話 | 第05話 | 違法薬物の罠     | A War Zone                           | 2016年10月26日 | 2018年05月18日 |
| 第67話 | 第06話 | 友情             | Some Friend                          | 2016年11月09日 | 2018年05月25日 |
| 第68話 | 第07話 | 消された証人     | 300,000 Likes                        | 2016年11月16日 | 2018年06月01日 |
| 第69話 | 第08話 | 不幸の連鎖       | A Shot Heard Around the World        | 2016年11月16日 | 2018年06月08日 |
| 第70話 | 第09話 | 空白の記憶       | Don't Bury This Case                 | 2017年01月03日 | 2018年06月15日 |
| 第71話 | 第10話 | DNA              | Don't Read the News                  | 2017年01月04日 | 2018年06月22日 |
| 第72話 | 第11話 | 不可解な死体     | You Wish                             | 2017年01月11日 | 2018年06月29日 |
| 第73話 | 第12話 | 教会             | Sanctuary                            | 2017年01月18日 | 2018年07月06日 |
| 第74話 | 第13話 | 忘れられた少女   | I Remember Her Now                   | 2017年02月08日 | 2018年07月13日 |
| 第75話 | 第14話 | 疑念             | Seven Indictments                    | 2017年02月15日 | 2018年07月20日 |
| 第76話 | 第15話 | 殺しの依頼       | Favor, Affection, Malice or Ill-Will | 2017年02月22日 | 2018年07月27日 |
| 第77話 | 第16話 | 終わらない悪夢   | Emotional Proximity                  | 2017年03月01日 | 2018年08月03日 |
| 第78話 | 第17話 | 監禁             | Remember The Devil                   | 2017年03月22日 | 2018年08月10日 |
| 第79話 | 第18話 | 家族             | Little Bit of Light                  | 2017年03月29日 | 2018年08月17日 |
| 第80話 | 第19話 | 獣(けだもの)     | Last Minute Resistance               | 2017年04月05日 | 2018年08月24日 |
| 第81話 | 第20話 | 17年目の真実     | Grasping for Salvation               | 2017年04月26日 | 2018年08月31日 |
| 第82話 | 第21話 | 銀行強盗         | Fagin                                | 2017年05月03日 | 2018年09月07日 |
| 第83話 | 第22話 | 処刑人           | Army of One                          | 2017年05月10日 | 2018年09月14日 |
| 第84話 | 第23話 | 新たな道         | Fork in the Road                     | 2017年05月17日 | 2018年09月21日 |

### シーズン5（2017-2018）
| 通算    | 話数   | タイトル（邦題） | 原題                   | 米国初放送日   | 日本初放送日   |
| ------- | ------ | ---------------- | ---------------------- | -------------- | -------------- |
| 第85話  | 第01話 | 悲劇の銃弾       | Reform                 | 2017年09月27日 | 2019年05月10日 |
| 第86話  | 第02話 | 疑惑の警官       | The Thing About Heroes | 2017年10月04日 | 2019年05月17日 |
| 第87話  | 第03話 | 約束             | Promise                | 2017年10月11日 | 2019年05月24日 |
| 第88話  | 第04話 | たれこみ         | Snitch                 | 2017年10月18日 | 2019年05月31日 |
| 第89話  | 第05話 | 小屋の中の命     | Home                   | 2017年10月25日 | 2019年06月07日 |
| 第90話  | 第06話 | ある警官の死     | Fallen                 | 2017年11月08日 | 2019年06月14日 |
| 第91話  | 第07話 | 誘拐犯           | Care Under Fire        | 2017年11月15日 | 2019年06月21日 |
| 第92話  | 第08話 | 選択             | Politics               | 2017年11月29日 | 2019年06月28日 |
| 第93話  | 第09話 | 薬物依存         | Monster                | 2017年12月06日 | 2019年07月05日 |
| 第94話  | 第10話 | 偽りの身         | Rabbit Hole            | 2018年01月03日 | 2019年07月12日 |
| 第95話  | 第11話 | 情報屋           | Confidential           | 2018年01月10日 | 2019年07月19日 |
| 第96話  | 第12話 | 最期の言葉       | Captive                | 2018年01月17日 | 2019年07月26日 |
| 第97話  | 第13話 | みかじめ料       | Chasing Monsters       | 2018年01月31日 | 2019年08月02日 |
| 第98話  | 第14話 | 国家と抗議       | Anthem                 | 2018年02月07日 | 2019年08月09日 |
| 第99話  | 第15話 | 仲間入り         | Sisterhood             | 2018年02月28日 | 2019年08月16日 |
| 第100話 | 第16話 | 炎上             | Profiles               | 2018年03月07日 | 2019年08月22日 |
| 第101話 | 第17話 | 弱点             | Breaking Point         | 2018年03月14日 | 2019年08月30日 |
| 第102話 | 第18話 | 二度目の潜入     | Ghosts                 | 2018年03月21日 | 2019年09月06日 |
| 第103話 | 第19話 | 接点             | Payback                | 2018年04月11日 | 2019年09月13日 |
| 第104話 | 第20話 | 救いの手         | Saved                  | 2018年04月18日 | 2019年09月20日 |
| 第105話 | 第21話 | 忠義             | Allegiance             | 2018年05月02日 | 2019年09月27日 |
| 第106話 | 第22話 | 目撃             | Homecoming             | 2018年05月09日 | 2019年10月04日 |

### シーズン6（2018-2019）
| 通算    | 話数   | タイトル（邦題） | 原題                 | 米国初放送日   | 日本初放送日   |
| ------- | ------ | ---------------- | -------------------- | -------------- | -------------- |
| 第107話 | 第1話  | 新たな掟         | New Normal           | 2018年09月26日 | 2020年05月08日 |
| 第108話 | 第2話  | 悔恨             | Endings              | 2018年10月03日 | 2020年05月09日 |
| 第109話 | 第3話  | 悪い男           | Bad Boys             | 2018年10月10日 | 2020年05月22日 |
| 第110話 | 第4話  | 同行者           | Ride Along           | 2018年10月17日 | 2020年05月29日 |
| 第111話 | 第5話  | 売人と父         | Fathers and Sons     | 2018年10月24日 | 2020年06月05日 |
| 第112話 | 第6話  | 自白             | True or False        | 2018年10月31日 | 2020年06月12日 |
| 第113話 | 第7話  | 恐怖のトリガー   | Trigger              | 2018年11月07日 | 2020年06月19日 |
| 第114話 | 第8話  | 変わり身         | Black and Blue       | 2018年11月14日 | 2020年06月26日 |
| 第115話 | 第9話  | ジャンキー       | Descent              | 2018年12月05日 | 2020年07月03日 |
| 第116話 | 第10話 | 同類             | Brotherhood          | 2019年01月09日 | 2020年07月10日 |
| 第117話 | 第11話 | 危険なゲーム     | Trust                | 2019年01月16日 | 2020年07月17日 |
| 第118話 | 第12話 | 因縁の相手       | Outrage              | 2019年01月23日 | 2020年07月24日 |
| 第119話 | 第13話 | 黒人警官         | Night in Chicago     | 2019年02月06日 | 2020年07月31日 |
| 第120話 | 第14話 | 結束バンド       | Ties That Bind       | 2019年02月13日 | 2020年08月07日 |
| 第121話 | 第15話 | 自由への鍵       | Good Men             | 2019年02月20日 | 2020年08月13日 |
| 第122話 | 第16話 | 葬られた事件     | The Forgotten        | 2019年02月27日 | 2020年08月21日 |
| 第123話 | 第17話 | 裏切りの痛み     | Pain Killer          | 2019年03月27日 | 2020年08月28日 |
| 第124話 | 第18話 | 和平協議         | This City            | 2019年04月03日 | 2020年09月04日 |
| 第125話 | 第19話 | 泡と消え…        | What Could Have Been | 2019年04月24日 | 2020年09月11日 |
| 第126話 | 第20話 | 薬泥棒           | Sacrifice            | 2019年05月08日 | 2020年09月18日 |
| 第127話 | 第21話 | 人気の店         | Confession           | 2019年05月15日 | 2020年09月25日 |
| 第128話 | 第22話 | 審判の時         | Reckoning            | 2019年05月22日 | 2020年10月02日 |

### シーズン7（2019-2020）
| 通算    | 話数   | タイトル（邦題） | 原題                 | 米国初放送日   | 日本初放送日   |
| ------- | ------ | ---------------- | -------------------- | -------------- | -------------- |
| 第129話 | 第1話  | 不信             | Doubt                | 2019年09月25日 | 2021年05月14日 |
| 第130話 | 第2話  | 社会貢献         | Assets               | 2019年10月02日 | 2021年05月21日 |
| 第131話 | 第3話  | 傷ついた女       | Familia              | 2019年10月09日 | 2021年05月28日 |
| 第132話 | 第4話  | 病原 パート3     | Infection: Part III  | 2019年10月16日 | 年月日         |
| 第133話 | 第5話  | 敬意             | Brother’s Keeper     | 2019年10月23日 | 年月日         |
| 第134話 | 第6話  | 間違いの代償     | False Positive       | 2019年10月30日 | 年月日         |
| 第135話 | 第7話  | 十字架           | Informant            | 2019年11月06日 | 年月日         |
| 第136話 | 第8話  | 授かる           | No Regrets           | 2019年11月13日 | 年月日         |
| 第137話 | 第9話  | 負い目           | Absolution           | 2019年11月20日 | 年月日         |
| 第138話 | 第10話 | 肉親             | Mercy                | 2020年01月08日 | 年月日         |
| 第139話 | 第11話 | 地元愛           | 43rd and Normal      | 2020年01月15日 | 年月日         |
| 第140話 | 第12話 | 悪魔の囁き       | The Devil You Know   | 2020年01月22日 | 年月日         |
| 第141話 | 第13話 | 助けて・・・     | I Was Here           | 2020年02月05日 | 年月日         |
| 第142話 | 第14話 | 監視される男     | Center Mass          | 2020年02月12日 | 年月日         |
| 第143話 | 第15話 | 凍った心         | Burden of Truth      | 2020年02月26日 | 年月日         |
| 第144話 | 第16話 | DV               | Intimate Violence    | 2020年03月04日 | 年月日         |
| 第145話 | 第17話 | 牧師の覚悟       | Before the Fall      | 2020年03月18日 | 年月日         |
| 第146話 | 第18話 | 一線を超えて     | Lines                | 2020年03月25日 | 年月日         |
| 第147話 | 第19話 | 隠し事           | Buried Secrets       | 2020年04月08日 | 年月日         |
| 第148話 | 第20話 | 沈黙の夜         | Silence of the Night | 2020年04月15日 | 年月日         |

### シーズン8（2020-2021）
| 通算    | 話数   | タイトル（邦題） | 原題              | 米国初放送日   | 日本初放送日  |
| ------- | ------ | ---------------- | ----------------- | -------------- | ------------- |
| 第149話 | 第1話  | 沈黙の青い壁     | Fighting Ghosts   | 2020年11月11日 | 2022年5月6日  |
| 第150話 | 第2話  | 捨て身の選択     | White Knuckle     | 2020年11月18日 | 2022年5月13日 |
| 第151話 | 第3話  | 残された少女     | Tender Age        | 2021年01月13日 | 2022年5月20日 |
| 第152話 | 第4話  | 過ちと赦し       | Unforgiven        | 2021年01月27日 | 2022年5月27日 |
| 第153話 | 第5話  | 迷える子供       | In Your Care      | 2021年02月03日 | 2022年6月3日  |
| 第154話 | 第6話  | 父の執念         | Equal Justice     | 2021年02月10日 | 2022年6月10日 |
| 第155話 | 第7話  | 鈍る直感         | Instinct          | 2021年02月17日 | 2022年6月17日 |
| 第156話 | 第8話  | 警官の資質       | Protect and Serve | 2021年03月10日 | 2022年6月24日 |
| 第157話 | 第9話  | 同情             | Impossible Dream  | 2021年03月17日 | 2022年7月1日  |
| 第158話 | 第10話 | 家名             | The Radical Truth | 2021年03月31日 | 2022年7月8日  |
| 第159話 | 第11話 | 暴力の形跡       | Signs of Violence | 2021年04月07日 | 2022年7月15日 |
| 第160話 | 第12話 | 法と裁き         | Due Process       | 2021年04月21日 | 2022年7月22日 |
| 第161話 | 第13話 | トラブルドール   | Trouble Dolls     | 2021年05月05日 | 2022年7月29日 |
| 第162話 | 第14話 | 職務と私情       | Safe              | 2021年05月12日 | 2022年8月5日  |
| 第163話 | 第15話 | 法の頸木         | The Right Thing   | 2021年05月19日 | 2022年8月12日 |
| 第164話 | 第16話 | 外された頸木     | The Other Side    | 2021年05月26日 | 2022年8月19日 |

### シーズン9（2021-2022）
| 通算    | 話数   | タイトル（邦題） | 原題               | 米国初放送日   | 日本初放送日 |
| ------- | ------ | ---------------- | ------------------ | -------------- | ------------ |
| 第165話 | 第1話  | 隠滅             | Closure            | 2021年9月22日  | 年月日       |
| 第166話 | 第2話  | 忘れたい記憶     | Rage               | 2021年9月29日  | 年月日       |
| 第167話 | 第3話  | 戦場のミス       | The One Next to Me | 2021年10月6日  | 年月日       |
| 第168話 | 第4話  | 暗い水           | In the Dark        | 2021年10月13日 | 年月日       |
| 第169話 | 第5話  | 15歳             | Burnside           | 2021年10月20日 | 年月日       |
| 第170話 | 第6話  | 見過ごせぬ罪     | End of Watch       | 2021年10月27日 | 年月日       |
| 第171話 | 第7話  | 嘘と信頼         | Trust Me           | 2021年11月3日  | 年月日       |
| 第172話 | 第8話  | 一枚岩の亀裂     | Fractures          | 2021年11月10日 | 年月日       |
| 第173話 | 第9話  | 打開策           | A Way Out          | 2021年12月8日  | 年月日       |
| 第174話 | 第10話 | 消えた少女       | Home Safe          | 2022年1月5日   | 年月日       |
| 第175話 | 第11話 | 嘘の代償         | Lies               | 2022年1月12日  | 年月日       |
| 第176話 | 第12話 | 危険な情報屋     | To Protect         | 2022年1月9日   | 年月日       |
| 第177話 | 第13話 | 水の中で         | Still Water        | 2022年2月23日  | 年月日       |
| 第178話 | 第14話 | 親権             | Blood Relation     | 2022年3月2日   | 年月日       |
| 第179話 | 第15話 | 奪われた娘       | Gone               | 2022年3月9日   | 年月日       |
| 第180話 | 第16話 | 魔物の懐へ       | Closer             | 2022年3月16日  | 年月日       |
| 第181話 | 第17話 | 恩師の娘         | Adrift             | 2022年4月6日   | 年月日       |
| 第182話 | 第18話 | 警官見習い       | New Guard          | 2022年4月13日  | 年月日       |
| 第183話 | 第19話 | 別の顔           | Fool's Gold        | 2022年4月20日  | 年月日       |
| 第184話 | 第20話 | 記憶の中の犯罪者 | Memory             | 2022年5月11日  | 年月日       |
| 第185話 | 第21話 | 駆け引き         | House of Cards     | 2022年5月18日  | 年月日       |
| 第186話 | 第22話 | 守れぬ約束       | You and Me         | 2022年5月25日  | 年月日       |

### シーズン10（2022-2023）
| 通算    | 話数   | タイトル（邦題） | 原題               | 米国初放送日   | 日本初放送日 |
| ------- | ------ | ---------------- | ------------------ | -------------- | ------------ |
| 第187話 | 第1話  |                  | Let It Bleed       | 2022年9月21日  | 年月日       |
| 第188話 | 第2話  |                  | The Real You       | 2022年9月28日  | 年月日       |
| 第189話 | 第3話  |                  | A Good Man         | 2022年10月5日  | 年月日       |
| 第190話 | 第4話  |                  | Dónde Vives        | 2022年10月12日 | 年月日       |
| 第191話 | 第5話  |                  | Pink Cloud         | 2022年10月19日 | 年月日       |
| 第192話 | 第6話  |                  | Sympathetic Reflex | 2022年11月2日  | 年月日       |
| 第193話 | 第7話  |                  | Into the Deep      | 2022年11月9日  | 年月日       |
| 第194話 | 第8話  |                  | Under the Skin     | 2022年11月16日 | 年月日       |
| 第195話 | 第9話  |                  | Proof of Burden    | 2022年12月7日  | 年月日       |
| 第196話 | 第10話 |                  | This Job           | 2023年1月4日   | 年月日       |
| 第197話 | 第11話 |                  | Long Lost          | 2023年1月11日  | 年月日       |
| 第198話 | 第12話 |                  | I Can Let You Go   | 2023年1月18日  | 年月日       |
| 第199話 | 第13話 |                  | The Ghost in You   | 2023年2月15日  | 年月日       |
| 第200話 | 第14話 |                  | Trapped            | 2023年2月22日  | 年月日       |
| 第201話 | 第15話 |                  | Blood and Honor    | 2023年3月1日   | 年月日       |
| 第202話 | 第16話 |                  | Deadlocked         | 2023年3月22日  | 年月日       |
| 第203話 | 第17話 |                  | Out of the Depths  | 2023年3月29日  | 年月日       |
| 第204話 | 第18話 |                  | You Only Die Twice | 2023年4月5日   | 年月日       |
| 第205話 | 第19話 |                  | The Bleed Valve    | 2023年5月3日   | 年月日       |
| 第206話 | 第20話 |                  | Fight              | 2023年5月10日  | 年月日       |
| 第207話 | 第21話 |                  | New Life           | 2023年5月17日  | 年月日       |
| 第208話 | 第22話 |                  | A Better Place     | 2023年5月24日  | 年月日       |